# پهلونقره‌ای اطلسی
پهلونقره‌ای اطلسی (نام علمی: Menidia menidia) نام یک گونه از تیره گل‌آذین‌ماهی‌های نوگرمسیری است.